# Megachile creusa
Megachile creusa là một loài Hymenoptera trong họ Megachilidae. Loài này được Bingham mô tả khoa học năm 1898.